# Gran Scudiero di Francia

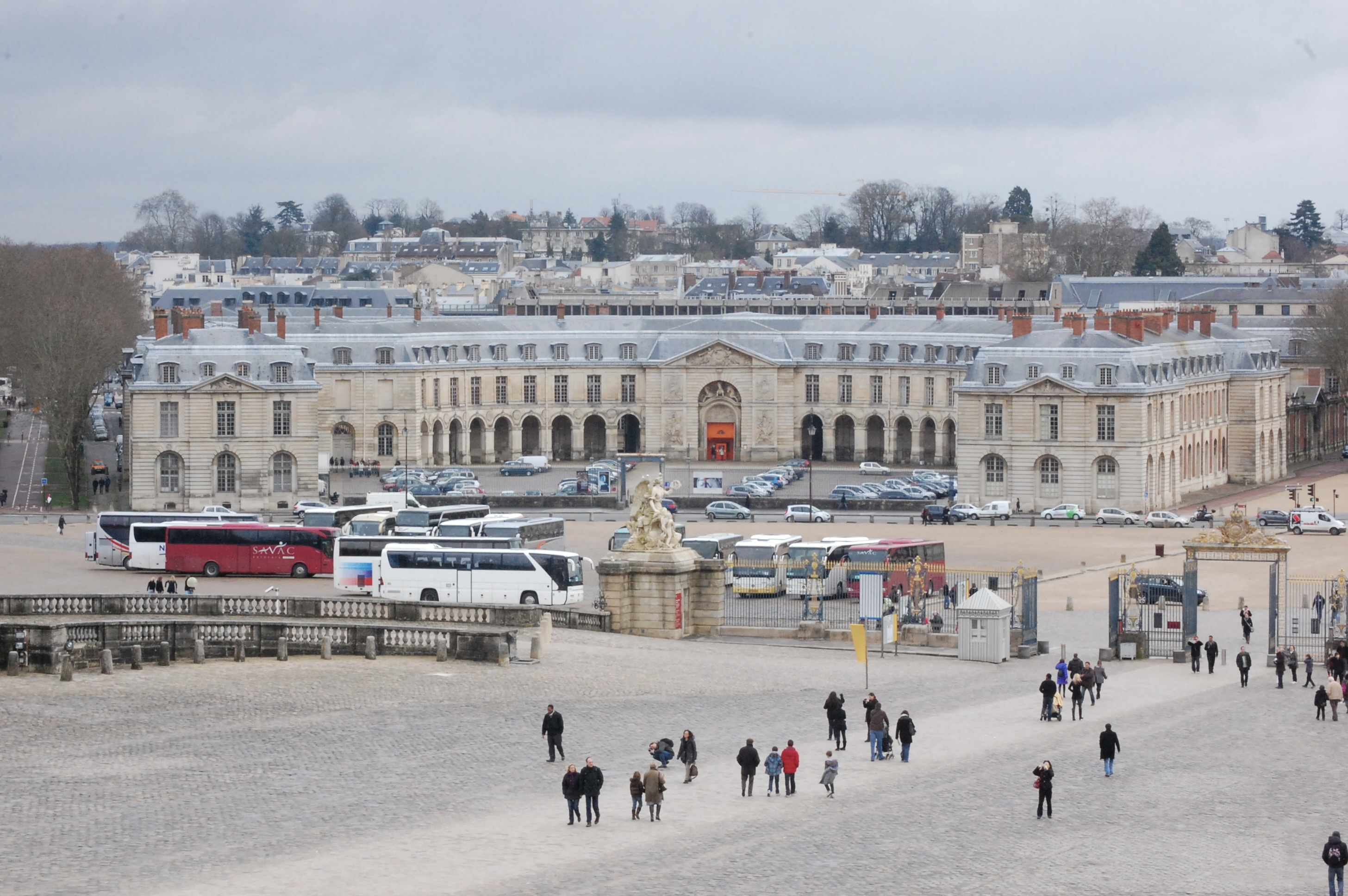
Versailles, la Grande Écurie

Il Gran Scudiero di Francia fu uno dei grandi ufficiali della corona di Francia durante l'Antico Regime.

## Descrizione
Precedentemente designato come "Maestro di scuderia", il Gran Scudiero vide la sua carica eretta in grande carica della corona intorno al 1470. Il primo detentore di questo titolo fu Alain Goyon, signore di Villiers, Thieuville e Mesnilgarnier.
Il Gran Scudiero, comunemente chiamato Monsieur le Grand, era responsabile delle scuderie reali. Gestì personalmente la Grande Écurie di Versailles, mentre il suo subordinato, il primo scudiero di Francia (Monsieur le Premier), fu responsabile della Petite Écurie. La prima era composta principalmente da cavalieri e cavalieri reali, mentre la seconda era orientata verso i supporti di uso civile, come le carrozze e le altre macchine. L'autorità del Gran Scudiero si estendeva anche nel territorio del regno, alle accademie di addestramento dei giovani nobili alle arti militari; dirigeva la "Scuola dei paggi" del re nella sua Grande Écurie, riservata ai figli delle famiglie della nobiltà militare risalenti almeno al 1550, mentre il suo vice, il primo scudiero, dirigeva quella dei paggi del re nella sua Petite Écurie, riservata ai figli delle famiglie della nobiltà risalenti almeno al 1550. Essere ricevuti come paggi del Re nella sua Grande Écurie o nella Petite  Écurie era, per una famiglia, un onore che veniva subito dopo quello degli Onori della Corte.
Aveva il privilegio di portare la spada del re durante le cerimonie che si svolgevano fuori dai palazzi reali.
Tra il 1643 e la Rivoluzione, il Gran Scudiero veniva ancora scelto nel Casato di Lorena.

## Ornamenti araldici

Ornamenti per esterni dello scudo del Gran Scudiero di Francia

Oltre al suo scudo che mostrava le sue armi, il Gran Scudiero di Francia portava da ogni lato una spada d'oro, con fodero e finimenti "seminati" di Francia.

## Elenco di Maestri di scuderia
- 1290-1295 : Roger
- 1295-1298 : Pierre Gentien
- 1298-1299 : Denis de Melun
- 1298-1305 : Jacques Gentien
- 1299-1299 : Guillebart
- 1299-1315 : Gilles Granches
- 1316-1321 : Guillaume Pisdoe
- 1321-1325 : Jean Bataille
- 1325-1330 : Gilles de Clamart
- 1330-1333 : Philippe des Moustiers
- 1333-1341 : Oudart des Taules
- 1341-1345 : Henri de Lyenas
- 1345-1353 : Guillaume de Boncourt
- 1353-1364 : Guillaume le Maréchal de Champagne
- 1364-1373 : Martelet du Mesnil
- 1373-1376 : Trouillart de Caffort
- 1376-1397 : Collart de Tanques
- 1397-1399 : Robert le Borgne de Montdoucet
- 1399-1411 : Philippe le Cordelier de Giresme
- 1411-1412 : Jean de Kaernien
- 1412-1418 : Jean Bureau de Dicy
- 1418-1419 : André de Toulongeon
- 1419-1420 : Pierre Frotier
- 1420-1425 : Huet de Corbie
- 1425-142. : Hugues de Noé
- 142.-142. : Jean du Cigne

## Elenco dei Gran Maestri della scuderia reale
- -1429 : Jean du Vernet
- 1429-1454 : Jean Poton de Xaintrailles
- 1454-1461 : Tanneguy du Chastel
- 1461-1466 : Jean de Garguessalle
- 1466-1470 : Charles de Bigny

## Elenco dei Gran Scudieri di Francia
- 1470-1483 : Alain Goyon, signore di Villiers, de Thieuville, du Mesnilgarnier
- 1483-1505 : Pierre II d'Urfé (v.1430-1508), signore d'Urfé
- 1505-1525 : Galeazzo Sanseverino, conte de Caiazzo, signore di Mehun-sur-Yèvre
- 1525-1546 : Galiot de Genouillac (1465-1546), signore di Acier-en-Quercy
- 1546-1570 : Claude Gouffier (1501-1570), duca di Roannais
- 1570-1597 : Léonor Chabot (1526-1597), conte di Charny e di Buzançais

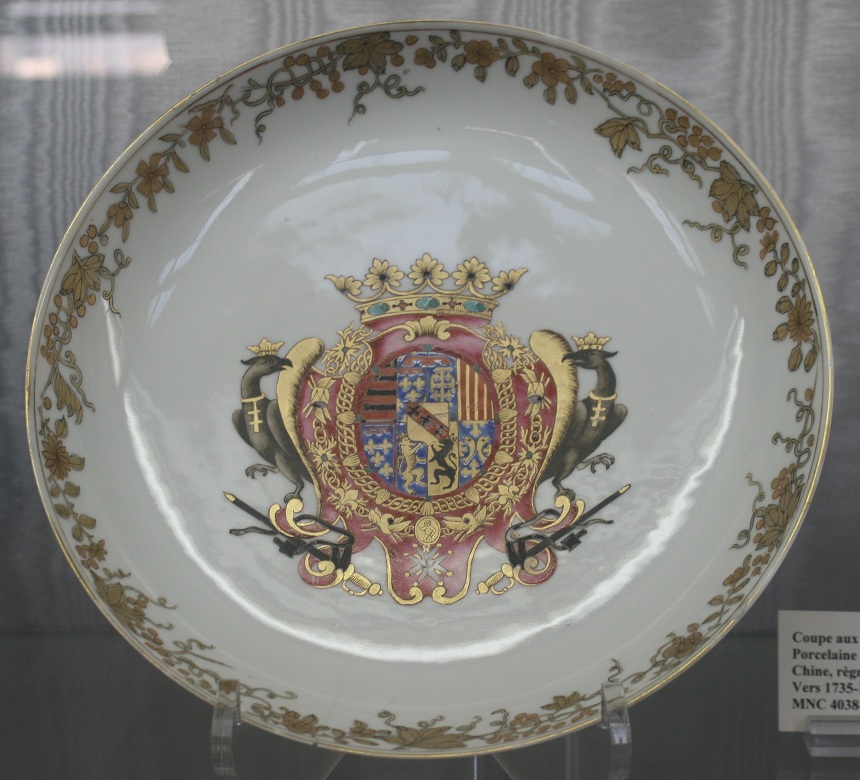
Armi di Carlo di Lorena (1684-1753)

- 1597-1605 : Carlo I d'Elbeuf (1556-1605), duca d'Elbeuf
- 1605-1611 e 1621-1639 : Roger de Bellegarde (1562-1646), duca di Bellegarde
- 1611-1621 : César-Auguste de Saint-Lary (+1621), barone di Termes
- 1639-1642 : Enrico di Cinq-Mars (1620-1642), marchese di Cinq-Mars
- 1643-1658 : Enrico di Lorena-Harcourt (1601-1666), conte d'Harcourt
- 1666-1677 : Luigi di Lorena (1641-1718)
- 1677-1713 : Enrico di Lorena, conte di Brionne (1661-1713)
- 1718-1751 : Carlo di Lorena (1684-1751)
- 1752-1761 : Luigi Carlo di Lorena, principe di Lambesc (1725-1761),
- 1761-1791 : Charles-Eugène de Lorraine (1751-1825), principe di Lambesc, duca d'Elbeuf

### Primo Impero
- 1804-1814 : Armand Augustin Louis de Caulaincourt (1772-1827), generale, duca di Vicenza

### Secondo Impero
- 1853-1854 : Armand Jacques Leroy de Saint-Arnaud (1798-1854), maresciallo di Francia
- 1866-1870 : Émile Félix Fleury (1815-1884), generale, conte di Fleury